# Jadrnica
Jádrnica je plovilo na jadra, katerega osnovno pogonsko sredstvo je veter. Poznamo več različnih tipov jadrnic. 
Jadrnice lahko delimo na mnogo načinov, npr. po velikosti, namenu, številu jamborov, razvrstitvi jader ali številu trupov.

## Glede na število trupov
Jadrnice delimo v prvi vrsti na število trupov. Jadrnica z enojnim trupom ni pretirano stabilna in potrebuje, da se med plovbo ne prevrne, protiutež, ki jo predstavlja balastna kobilica.
Jadrnice z več trupi so veliko bolj stabilne, saj imajo stabilnejšo zasnovo. Jadrnice z dvema trupoma imenujemo katamarani, s tremi trupi pa trimarani. Poznamo tudi jadrnice s preveso, tj. bočnim stabilizatorjem.

## Glede na število jamborov in razporeditev jader
Glede na število jamborov in razporeditev ter vrsto jader so jadrnice lahko: cat, šalupa, kuter, jola, keč in škuner. Cat ima samo glavno jadro, ostale pa imajo najmanj dve.

### Moderne jadrnice
Po zgodovinskih šalupah so pomorski arhitekti povzeli zasnovo za sedaj najpogostejše jadrnice z enim jamborom in dvemi trikotnimi jadri, glavnim in prednjim. Glavno jadro imajo pritrjene na jambor z bumom, tj. prečko, ki se suka okrog jambora. Prednje jadro buma nima. Glede na izvedbo se prednje jadro imenuje flok, genova, spinaker, genaker in drugo.

### Sestavni deli jadrnice
- Trup predstavlja osnovo plovila, njegova oblika določa plovne lastnosti plovila.
- Kobilica (gredelj) je osnovni podvodni del, ki je nekoč spajal levo in desno stran trupa in je bil najmočnejši del plovila. Pri jadrnicah se ime uporablja za podvodni del, ki omogoča jadranje »proti vetru«, v kolikor ima dodan balast, balastna kobilica pomaga pri preprečevanju nagiba jadrnice.
- Krmilo predstavlja sistem za krmarjenje, katerega deli so list krmila, os krmila in rudo (ročka) ali krmilno kolo
- Paluba je pohodni – zgornji del plovila, ki omogoča prosto gibanje do jader in na premec, tudi do kosnika
- Kokpit je prostor, iz katerega se krmari plovilo, navadno je njegov del tudi zunanji salon
- Kabina je prostor v notranjosti plovila, od zunaj viden kot povišani del palube
- Premec je prednji del jadrnice
- Krma je zadnji del jadrnice

- Kaj je jadrnica? (slovensko)